# Thalassina anomala
Thalassina anomala är en kräftdjursart som först beskrevs av Herbst 1804.  Thalassina anomala ingår i släktet Thalassina och familjen Thalassinidae. Inga underarter finns listade i Catalogue of Life.

## Bildgalleri

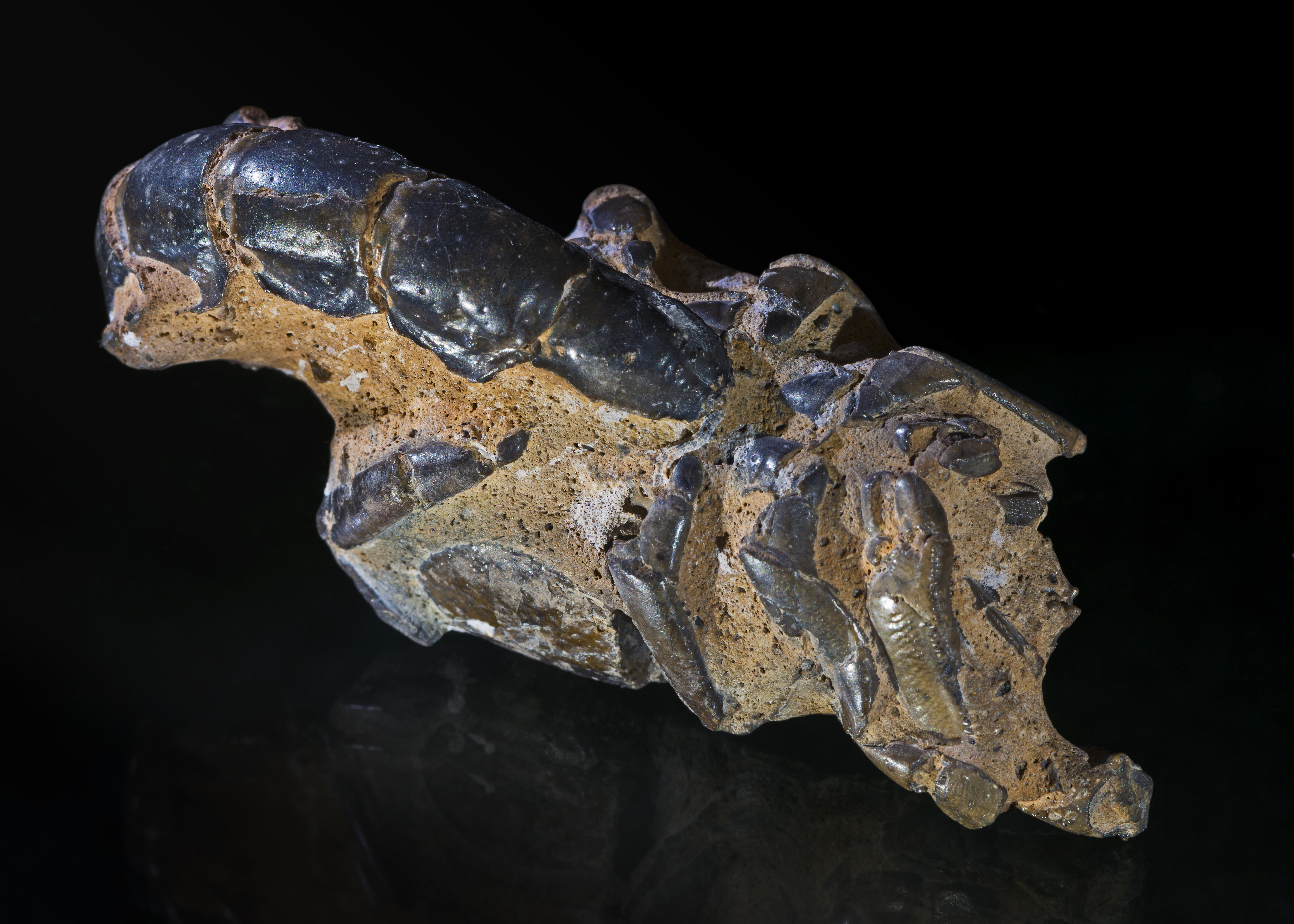
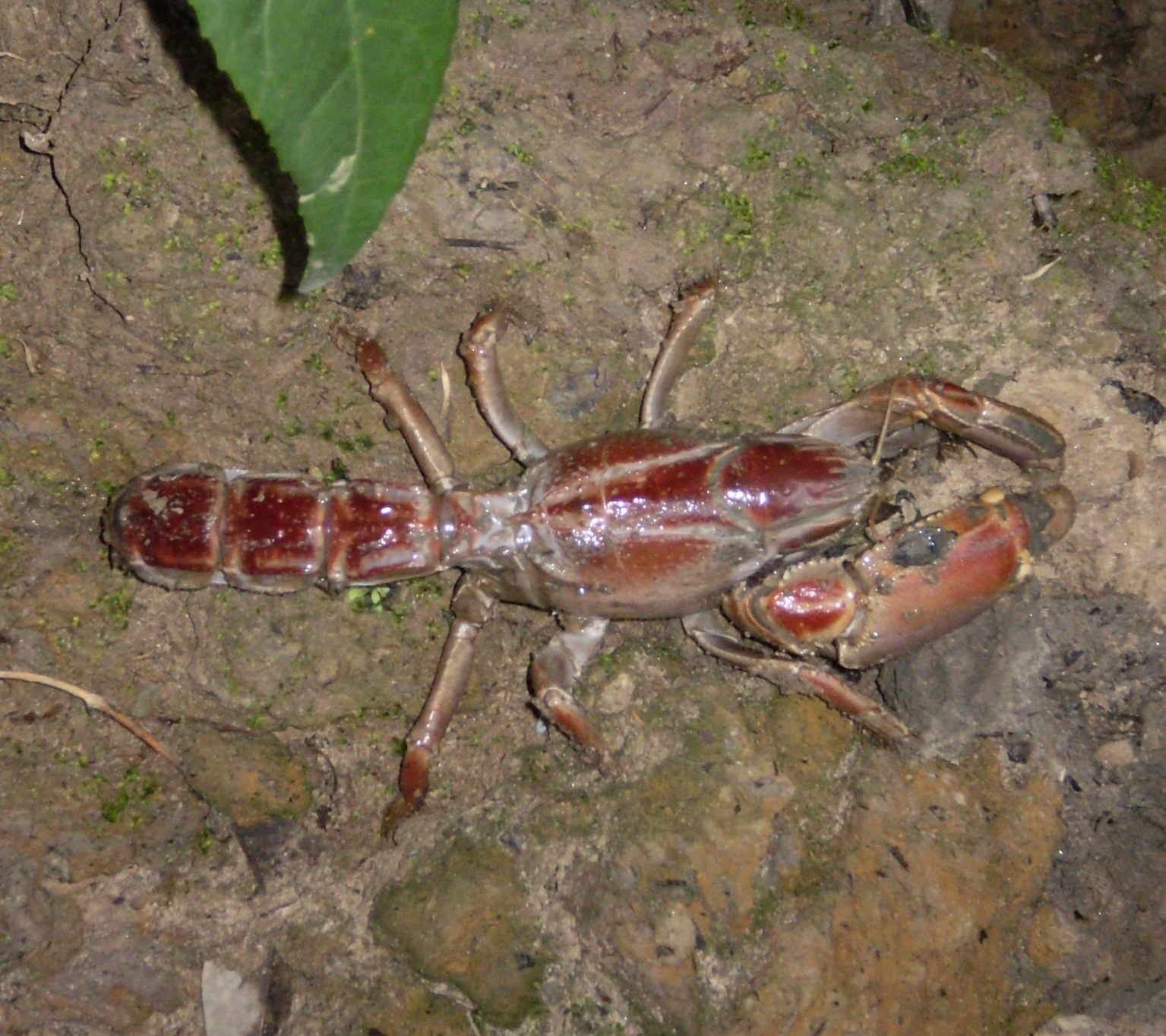